# Dibrova, Iastrubîne
Dibrova (în ucraineană Діброва) este un sat în comuna Iastrubîne din raionul Sumî, regiunea Sumî, Ucraina.

## Demografie
Componența lingvistică a localității Dibrova
     Ucraineană (98,53%)
     Rusă (1,47%)
Conform recensământului din 2001, majoritatea populației localității Dibrova era vorbitoare de ucraineană (98,53%), existând în minoritate și vorbitori de rusă (1,47%).